# Sân vận động Quân khu 7
Sân vận động Quân khu 7 là một sân vận động ở Quận Tân Bình, Thành phố Hồ Chí Minh, Việt Nam. Sân nằm trên đường Phan Đình Giót, Quận Tân Bình, cách Sân bay quốc tế Tân Sơn Nhất khoảng 10 phút đi xe. Sân hiện đang được sử dụng chủ yếu cho các trận đấu bóng đá. Đây là một trong những sân vận động chính tại Thành phố Hồ Chí Minh, cùng với Sân vận động Thống Nhất và Sân vận động Thành Long. Sân vận động có sức chứa khoảng 25.000 người.

## Lịch sử
Trước sự kiện 30 tháng 4 năm 1975, sân vận động này được gọi là "Sân vận động Quân lực Việt Nam Cộng hòa" hay ngắn gọn là "Sân vận động Quân đội". Lính Mỹ cũng gọi sân vận động này là "Sân bóng Pershing", theo tên của Pershing Field ở New Jersey, Hoa Kỳ. Nơi đây từng xảy ra vụ đánh bom vào ngày 9 tháng 2 năm 1964, khiến 2 người thiệt mạng và 20 người bị thương. Sân được xây dựng lại hoàn toàn vào năm 2003.

## Sử dụng

### Thể thao
Đây là sân nhà của Câu lạc bộ bóng đá Tổng Tham Mưu QLVNCH từ năm 1952 đến năm 1975. Đây cũng là sân nhà của Câu lạc bộ bóng đá Quân khu 7 từ năm 2000 đến năm 2008, trước khi câu lạc bộ bị giải thể vào năm 2009. Tại V-League 2007, đây là sân nhà của Thép Miền Nam – Cảng Sài Gòn (nay là Câu lạc bộ bóng đá Thành phố Hồ Chí Minh). Sau khi được nâng cấp vào năm 2003, sân vận động đã tổ chức một trận đấu môn bóng đá nam tại Đại hội Thể thao Đông Nam Á 2003. Sân cũng đã tổ chức một trận đấu bảng B tại Cúp bóng đá châu Á 2007, giải đấu được tổ chức tại bốn quốc gia Đông Nam Á là Indonesia, Malaysia, Thái Lan và Việt Nam.
Dưới đây là một số trận đấu bóng đá quốc tế được tổ chức tại Sân vận động Quân khu 7:
| Ngày                | Đội #1    | Kết quả | Đội #2    | Vòng      | Giải đấu                         |
| ------------------- | --------- | ------- | --------- | --------- | -------------------------------- |
| 6 tháng 9 năm 2003  | Campuchia | 1–5     | Singapore | Vòng bảng | Đại hội Thể thao Đông Nam Á 2003 |
| 16 tháng 7 năm 2007 | Qatar     | 1–2     | UAE       | Vòng bảng | Cúp bóng đá châu Á 2007          |

### Giải trí

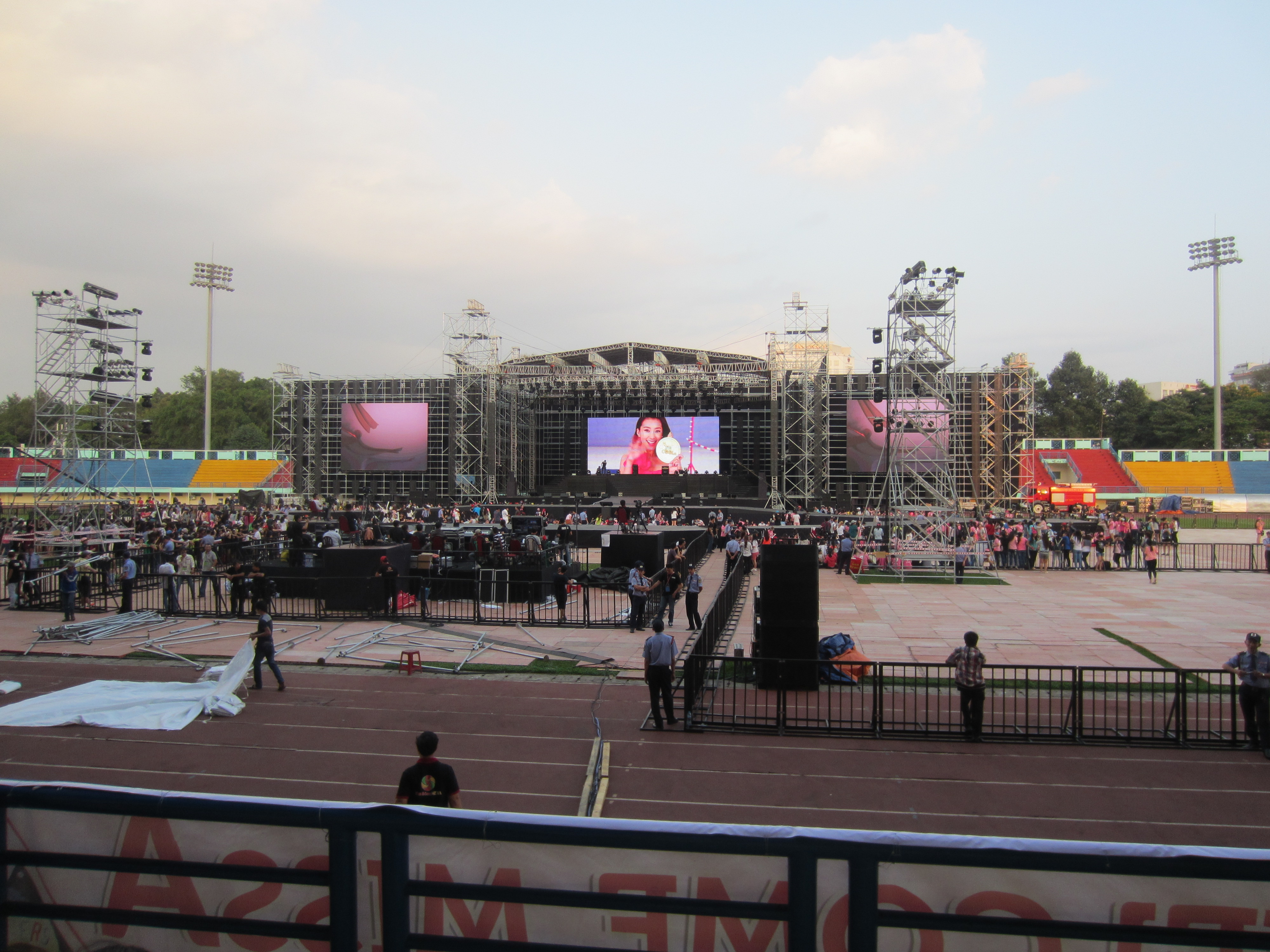
HEC K-Pop Festival tại sân vận động vào năm 2014

Sân vận động Quân khu 7 là một trong những địa điểm được ưa chuộng cho các sự kiện giải trí quy mô lớn trong thành phố nhờ thiết kế của sân. Khán đài A của sân vận động có mái che và có sức chứa 6.700 người, lớn hơn cả sức chứa của nhà thi đấu lớn nhất thành phố là Nhà thi đấu Phú Thọ và tương đương với sức chứa của khán đài A tại Sân vận động Thống Nhất cũ trước khi được cải tạo. Tại các buổi hòa nhạc lớn, sân có sức chứa lên đến 18.000 người.
Nghệ sĩ Rain của Hàn Quốc đã biểu diễn hai buổi hòa nhạc tại sân vận động này vào năm 2006 và năm 2007. Năm 2008, ban nhạc alternative rock My Chemical Romance của Mỹ đã biểu diễn tại đây, nằm trong khuôn khổ chuyến lưu diễn Tiger's United 08 Concert. Năm 2010, The Click Five đã biểu diễn buổi hòa nhạc tại đây trong khuôn khổ các buổi hòa nhạc của MTV EXIT được tổ chức tại một số thành phố của Việt Nam. Năm 2011, Backstreet Boys và David Archuleta đã tổ chức các buổi hòa nhạc riêng tại đây, trong khuôn khổ các chuyến lưu diễn châu Á. Ariana Grande dự kiến sẽ biểu diễn buổi hòa nhạc đầu tiên của cô tại Việt Nam tại sân vận động này vào ngày 23 tháng 8 năm 2017, nhưng sau đó phải hủy bỏ vì lý do sức khỏe.
| Danh sách buổi hòa nhạc được tổ chức tại Sân vận động Quân khu 7 | Danh sách buổi hòa nhạc được tổ chức tại Sân vận động Quân khu 7 | Danh sách buổi hòa nhạc được tổ chức tại Sân vận động Quân khu 7 | Danh sách buổi hòa nhạc được tổ chức tại Sân vận động Quân khu 7 |
| Năm                                                              | Ngày                                                             | Nghệ sĩ                                                          | Sự kiện                                                          |
| ---------------------------------------------------------------- | ---------------------------------------------------------------- | ---------------------------------------------------------------- | ---------------------------------------------------------------- |
| 2004                                                             | 25 tháng 3                                                       | Mỹ Tâm                                                           | Liveshow Ngày Ấy & Bây Giờ                                       |
| 2005                                                             | 27 tháng 9                                                       | Mỹ Tâm                                                           | Sức Mạnh Của Những Ước Mơ (The Power of Dreams) Tour             |
| 2007                                                             | 10 tháng 3                                                       | Bi Rain                                                          | Rain's Coming World Tour                                         |
| 2008                                                             | 20 tháng 1                                                       | My Chemical Romance                                              | Tiger's United 08 / The Black Parade World Tour                  |
| 2008                                                             | 29 tháng 11                                                      | Đan Trường                                                       | Thập Đại Mỹ Nhân                                                 |
| 2010                                                             | 17 tháng 4                                                       | The Click Five                                                   | MTV EXIT                                                         |
| 2011                                                             | 24 tháng 3                                                       | Backstreet Boys                                                  | This Is Us Tour                                                  |
| 2011                                                             | 22 tháng 7                                                       | David Archuleta                                                  | The Other Side of Down Asian Tour                                |
| 2011                                                             | 17 tháng 12                                                      | Đan Trường                                                       | Con Sóng Yêu Thương                                              |
| 2014                                                             | 22 tháng 3                                                       | SNSD, miss A, 2PM, SISTAR và 365daband                           | HEC K-Pop Festival 2014                                          |
| 2014                                                             | 30 tháng 8                                                       | JYJ                                                              | The Return of The King Asia Tour 2014                            |
| 2014                                                             | 28 tháng 9                                                       | Hardwell                                                         | I Am Hardwell Tour                                               |
| 2014                                                             | 9 tháng 11                                                       | Mỹ Tâm                                                           | Heartbeat Tour                                                   |
| 2016                                                             | 16 tháng 1                                                       | Đan Trường                                                       | Cảm Ơn Đời                                                       |
| 2016                                                             | 2 tháng 10                                                       | Đông Nhi                                                         | It's Showtime Liveshow                                           |
| 2016                                                             | 12 tháng 11                                                      | Noo Phước Thịnh                                                  | FunRing Day Liveshow                                             |
| 2016                                                             | 21 tháng 12                                                      | Michael Learns To Rock, Sơn Tùng M-TP và Wonder Girls            | Sky Connection                                                   |
| 2018                                                             | 22 tháng 12                                                      | Đông Nhi                                                         | Ten on Ten Liveshow                                              |
| 2023                                                             | 11 tháng 3                                                       | Super Junior                                                     | Super Show 9: Road                                               |